# ケレスティヌス2世 (対立教皇)
ケレスティヌス2世（Caelestinus II, ? - 1124年）は、ローマ教皇であるホノリウス2世の対立教皇である（在位：1124年）。

## 生涯
ブッカペクス家出身。教皇のパスカリス2世より助祭枢機卿に叙任され、1123年にカリストゥス2世に司祭枢機卿に叙任された。1124年12月にカリストゥス2世が死去すると、教皇選挙に正式に出馬して最初は教皇として選出された。
ところがこの選出にフランジパニ家が異を唱え、彼らはケレスティヌス2世の即位に反対して聖職者らを脅迫・暴行した。そして一族で枢機卿のランベルト・スカナベッキをホノリウス2世として強引に即位させた。このため、最初の選挙で選出されていたにもかかわらずケレスティヌス2世の選出は無効とされ、対立教皇とされたケレスティヌス2世は教皇としての戴冠も聖別も許されなかった。衝撃を受けたケレスティヌス2世は間もなく死去したという。
ケレスティヌス2世が最初の正式な選挙で教皇に選出されていることは事実であるため、彼を正式な教皇として見なす見解もある。だが在位があまりに短く、強引に擁立されたホノリウス2世が教会改革に成功して成果を挙げているため、対立教皇とする見解もある。